# 厦门市总工会旧址
厦门市总工会旧址位于中国福建省厦门市思明区大同路土堆巷68号（原属开元区），为国民革命军北伐期间的厦门市总工会机关所在地，厦门市总工会于1927年1月24日成立，同年4月9日解散，期间租用此处办公。该建筑建于二十世纪二十年代，原属英国商人所有，主体两层，局部三层，为砖木结构的西式红砖建筑（1999年重修时楼面改为混凝土结构），前后两进，现已辟为厦门市总工会旧址纪念馆，展示自总工会筹备至1949年的相关史料。